# Том Тібодо
Том Тібодо (англ. Thomas Joseph Thibodeau Jr.; нар. 17 січня 1958) — американський професійний баскетбольний тренер, який є головним тренером команди НБА «Нью-Йорк Нікс». Він також був головним тренером «Чикаго Буллз» та «Міннесота Тімбервулвз». Раніше Тібодо працював помічником тренера «Міннесота Тімбервулвз», «Сан-Антоніо Сперс», «Філадельфія Севенті Сіксерс», «Нью-Йорк Нікс», «Г'юстон Рокетс», «Бостон Селтікс». Він був помічником тренера чоловічої національної збірної США з баскетболу з 2013 по 2016 рік, і допоміг збірній США здобути золоту медаль на Олімпійських іграх 2016 року.